# Amphoe Chai Wan
Amphoe Chai Wan (Thai อำเภอ ไชยวาน) ist ein Landkreis (Amphoe – Verwaltungs-Distrikt) im Südosten der Provinz Udon Thani. Die Provinz Udon Thani liegt im nordwestlichen Teil des Isan, der Nordostregion von Thailand.

## Geographie
Benachbarte Bezirke (von Süden im Uhrzeigersinn): die Amphoe Wang Sam Mo, Si That, Ku Kaeo, Nong Han in der Provinz Udon Thani, sowie die Amphoe Sawang Daen Din und Song Dao der Provinz Sakon Nakhon.

## Geschichte
Das Gebiet des heutigen Chai Wan war vorher Teil des Amphoe Nong Han. Am 3. Januar 1977 wurde ein Kleinbezirk (King Amphoe) aus den beiden Tambon Chai Wan und Nong Lak eingerichtet, die aus dem Bezirk Nong Han herausgelöst wurden. 
Im Jahr 1979 wurde ein dritter Tamobn Kham Lo eingerichtet und ein vierter Tambon Phon Sung von Nong Han herausgelöst.
Die Heraufstufung zum vollen Amphoe erfolgte am 1. Februar 1988.

## Verwaltung

### Provinzverwaltung
Amphoe Chai Wan ist in vier Gemeinden (Tambon) eingeteilt, welche wiederum in 51 Dörfer (Muban) unterteilt sind. 
| Nr. | Name      | Thai    | Muban | Einw.  |
| --- | --------- | ------- | ----- | ------ |
| 1.  | Chai Wan  | ไชยวาน  | 17    | 13.482 |
| 2.  | Nong Lak  | หนองหลัก | 12    | 10.102 |
| 3.  | Kham Lo   | คำเลาะ  | 11    | 08.121 |
| 4.  | Phon Sung | โพนสูง   | 11    | 07.198 |

### Lokalverwaltung
Es gibt drei Kleinstädte (Thesaban Tambon) im Landkreis:
- Chai Wan (เทศบาลตำบลไชยวาน), bestehend aus Teilen des Tambon Chai Wan,
- Phon Sung (เทศบาลตำบลโพนสูง), bestehend aus dem gesamten Tambon Phon Sung,
- Nong Waeng Kaem Hom (เทศบาลตำบลหนองแวงแก้มหอม), bestehend aus weiteren Teilen des Tambon Chai Wan.

Daneben gibt es zwei „Tambon Administrative Organizations“ (TAO, องค์การบริหารส่วนตำบล – Verwaltungs-Organisationen) für die Tambon im Landkreis, die zu keiner Stadt gehören.